# Gmina Maszewo (Powiat Krośnieński)
Die Gmina Maszewo ist eine Landgemeinde im Powiat Krośnieński der Woiwodschaft Lebus in Polen. Ihr Sitz ist das gleichnamige Dorf (deutsch Messow) mit etwa 460 Einwohnern.

## Geographie
Die Gemeinde liegt nur drei Kilometer von der deutschen Grenze entfernt. Sie grenzt im Südosten an die Gemeinde der Kreisstadt Krosno Odrzańskie (Crossen an der Oder). Wichtigstes Gewässer ist die Oder im Süden der Gemeinde verläuft.

## Gliederung
Zur Landgemeinde (gmina wiejska) Maszewo gehören folgende Ortschaften mit Schulzenämtern (sołectwa) und zugehörige Ortschaften (deutsche Namen, amtlich bis 1945):
- Bytomiec (Siebenbeuthen)
- Chlebów (Klebow)
- Gęstowice (Tammendorf) mit Słotwina (Kolonie Tammendorf)
- Granice (Schmachtenhagen) mit Wyczółkowo (Waldsee)
- Korczyców (Kurtschow)
- Lubogoszcz (Eichberg) mit Nowosiedle (Neuhäusler)
- Maszewo (Messow) mit Maszewko (Forsthaus Messow)
- Miłów (Mühlow)
- Połęcko (Pollenzig)
- Radomicko (Radenickel) mit Dąbrówka (Die Heide)
- Rybaki (Schönfeld)
- Rzeczyca (Riesnitz)
- Skarbona (Birkendorf)
- Skórzyn (Skyren, 1937–1945 Teichwalde)
- Trzebiechów-Siedlisko (Trebichow und Heidenau) mit Słomianka (Methschäferei) und Wojkowo (Baron)

Weitere ehemalige Ortschaften der Gemeinde sind:
- Pałęcze (Tammendorfer Heide)
- Wronczyn (Hirschkrug)
- Żalki (Friedensruh)

## Persönlichkeiten
- Leo von Caprivi (1831–1899), preußischer Militär und von 1890 bis 1894 Nachfolger Otto von Bismarcks als deutscher Reichskanzler, verstarb auf Gut Skyren bei Messow.